# إيفان بيريتش
إيفان بيريتش (بالصربية: Ivan Perić)‏ (5 مايو 1982 في كوسوفو - ) هو لاعب كرة قدم صربي وكازاخستان في مركز الهجوم. لعب مع أرسنال كييف وجيجو يونايتد ومرسين إيدمانيوردو ونادي آكتوبه ونادي أورداباسي ونادي شاختار قراغندي ونادي كوكسي ونادي طراز ونادي أوبليتش ونادي زيمون وFC Zhetysu ‏ وFC Kaisar ‏.

## وصلات خارجية
- إيفان بيريتش على موقع الاتحاد الأوربي (الإنجليزية)
- إيفان بيريتش على موقع اتحاد تركيا (لاعب) (الإنجليزية)
- إيفان بيريتش على موقع اتحاد أوكرانيا (الإنجليزية)
- إيفان بيريتش على موقع دوري كوريا الجنوبية (الإنجليزية)
- إيفان بيريتش على موقع قاعدة بيانات كرة القدم.إي يو (الإنجليزية)
- إيفان بيريتش على موقع Soccerway.com (الإنجليزية)
- إيفان بيريتش على موقع عالم كرة القدم.نت (الإنجليزية)